# Phalera bucephala bucephalina
Phalera bucephala bucephalina é uma subespécie de insetos lepidópteros, mais especificamente de traças, pertencente à família Notodontidae.
A autoridade científica da subespécie é Staudinger, tendo sido descrita no ano de 1901.
Trata-se de uma subespécie presente no território português.